# Keresztelő Szent János-székesegyház (Nagyszombat)
A nagyszombati Keresztelő Szent János-székesegyház vagy más néven Egyetemi templom műemlék. A Nagyszombati főegyházmegye érsekének székesegyháza.

## Története
A templom a három nemzetiségű Nagyszombat városában épült fel a legnagyobb vallási harcok idejében. Előbb az 1605-ös Bocskai-felkelés alkalmával, majd 1619 és 1622 között Bethelen Gábor alatt és után is vallási háborgások voltak a városban a különböző felekezetek között. A fejedelmek adtak a protestánsok számára templomot, azonban az érsekek visszatértével rendszerint elvették tőlük azokat.
A székesegyház csaknem teljesen tiszta korai barokk stílusú. Az egykori egyetemi épületek része volt. A templomot a jezsuiták és Pázmány Péter kérésére Esterházy Miklós nádor építtette 1629 és 1637 között. Esterházy Miklós Kismartonban 1629. március 31-én szerződést kötött Leckl Keresztelő Jánossal és Ressler Sebestyénnel, hogy a jezsuita templom és kollégium számára kőfaragási munkákat végezzenek. Korábban már állt a székesegyház területén egy ugyancsak Keresztelő Szent Jánosnak szentelt domonkos rendi templom, azonban ezt az ideérkező jezsuiták 1629. május 29-én lebontották. Vélhetőleg az itteni jezsuitáknak igen gyorsan sikerült a templom terve és az építést a bécsi provinciálissal illetve a római generálissal elfogadtatni, mivel 1630. június 15-én Esterházy Miklós már megegyezett Antonio Spazzo építésszel a templom megépítéséről a jezsuiták kollégiuma számára. A templom sekrestyéjében megtalálható Antonio Spazzo testvérének Giovanni Pietro Spazzonak a képe, egyéb dokumentumok alapján feltételezhető, hogy a templomot Antonio tervezte, míg testvére volt az építés kivitelezője. A tervezőről fennmaradt egy legenda, miszerint attól való félelmében, hogy a templom mennyezete beszakadhat, öngyilkosságot követett el. Mivel Antonio életéről semmit nem tudunk, viszont Pietrot később is említik a nagyszombati városi iratok, a legendát nem lehet megcáfolni, de bizonyítani sem.
A templom további építéséről keveset tudunk. 1633. december 15-én Dobornoki György plébános Frauenhoffer Simon bécsi ácsnál megrendelte a tetőfedés elvégzését, mind a templomhajóra, mind pedig a tornyokra. 
1635-ben Pázmány Péter megalapította a nagyszombati egyetemet, így a templom vált az egyetemi templommá, ekkor azonban még biztosan nem volt teljesen kész. Ebben az évben rendelnek a jezsuiták Lengenich Ádám nagyszombati asztalostól 56 ablakot és hat ajtót, melyek közül négy a sekrestye bejárataként szolgál, kettő oldalsó bejáratként. Közben felépült a ferencesek temploma is és 1646-ra az érsek minden ellenvetése és tiltakozása ellenére a reformátusoknak is sikerült itt templomot építeniük. Az egyetemi templom elkészültét Pázmány már nem érte meg 1637. augusztus 30-án szentelte fel Lippay György egri érsek Keresztelő Szent János tiszteletére. Az első misét Lósy Imre esztergomi érsek celebrálta, majd este ünnepélyesen átvitték az Esterházy család hét tagjának tetemét a templomba, és itt helyezték végső nyugalomra őket, ezután tűzijáték is volt. A felszentelés másnapján természettudományos konferenciát tartottak, amelyen Lippay és Lósy is részt vettek, harmadnap a jezsuiták Salamon király templomépítéséről adtak elő színdarabot, a negyedik nap az egyetem 24 végzettjének promóciója volt.
A templom építésének befejezése után 1637. szeptember 3-án a nagyszombati jezsuiták megbízták Knilling Boldizsár bécsi asztalost és fafaragót az oltár, a tabernákulum és a szószék elkészítésével, amelyért 4500 forintot kínáltak neki. A festési munkálatokat Knoth Lőrinc bécsi festőre bízták, akinek 5500 aranyat ígértek. Knilling mellett szobrászként dolgozott az oltár építésén Stadler Vitus nagyszombati szobrász, illetve Knoth mellett a festésben részt vett Knerr Krisztián bécsi és Cíferi Ferdinánd nagyszombati mester. A munka lassan haladt, Knilling 1639. június 27-én képvásárlási szándékkal elhagyta Nagyszombatot, és a teljes munkát Stadlerre hagyta. 
Az oltár 1640-ben készült el, a jezsuita rend megalapításának 100. évfordulójára. Eközben folyt a kápolnák díszítése is. A templom bejáratától számított első jobb és bal oldali kápolna szentelés nélkül maradt, valószínűleg azért, mert ide vezettek a templom oldalsó bejárati lépcsői. A második kápolna-pár az oltár felé haladva a Fájdalmas Szűzanya és Szent József tiszteletére lett szentelve, a harmadik pár a szent őrzőangyaloknak és a szent vértanúknak, a negyedik pár pedig a jezsuiták két szentjének Xavéri Szent Ferencnek és Loyolai Szent Ignácnak lett szentelve. Az utóbbi két kápolna díszítését 1639. április 16-án Holovics Ádám plébános Giovanni Battista Rosso mesterre bízta 290-290 arany ellenében, mely pénzt Forgách grófné ajánlotta fel. A kápolnák festését Knerr Krisztián végezte. 1639 májusában a jezsuiták a Loyolai Szent Ignác kápolna oltárát Stadler Vitusnál rendelik meg, aki az oltár elkészítésénél Cíferi Ferdinánddal (aki a polikrómozást végzi) működik együtt. 
Az oltárképet Bossányi Erzsébet adománya alapján festi egy Keresztély János nevű ismeretlen festő. Ezen kápolnák befejezése előtt elkezdték a szent vértanúknak szentelt kápolna készítését is, melyet Knerr Krisztián készített. Az oltárképét Holovics Ádám rendelte meg Stadler Vitusnál 1640. július 7-én. 1641 februárjában a templom alapítójának, Esterházy Miklósnak a feleségét Nyáry Krisztinát temették itt el nagy pompával. Az aranyozást Stadler 1641. február 21-én Ferdinánd nagyszombati mesterre bízta, míg az oltárképet 1642. április 8-án rendelte meg Keller János Gyula bécsi festőnél. 1639 és 1640 között készültek el a templom kriptái Pietro Spazzo tervei alapján. 1641. február 15-én rendelte meg a templom 48 padját Bellecius Péter kollégiumi rektor Grysler János és Schnaster Frigyes asztalosoknál. 
1641 májusában rendelték meg egy bécsi órásnál a toronyórát. 1643 és 1647 között rövid időre többször leálltak a beltéri munkák, elsősorban a Rákóczi György felvidéki hadjárata miatt. Közben 1645. szeptember 11-én elhunyt a templom építtetője, Esterházy Miklós nádor is, aki családjának nem kis gondot okozott az eltemettetésével, mivel az akkori Magyarország leghatalmasabb embere azt kérte, hogy szerény körülmények között temessék el. A temetést sokáig szervezték, hogy szerény is legyen és a rangjához méltó is legyen és így 1645. december 11-én Telegdi János kalocsai érsek celebrálásával temették el a nagyszombati jezsuita templom kriptájába. A munka zavartalan folytatása csak 1648-ban állt vissza. Esterházy Dániel és Farkas 1648. július 13-án Galántán egyezik meg Potz Péter kőfaragómesterrel az egyetemi templom három kapujának elkészítésében. A szerződésben, melynek aláírásakor Keresztes István kollégiumi rektor is jelen volt, kikötötték, hogy a mester nem térhet el a tervektől. Július 27-én rendelik meg a kórus karzatát és a fa ajtókat Lengenich Ádám nagyszombati asztalosnál. Ebben az évben alapítja Lippay György a Collegium Rubrorum szemináriumot Nagyszombatban. 1649. augusztus 1-jén Palkovics Márton rektor Giovanni Battista Rossonál stukkódíszítést rendel a Fájdalmas Szűzanya kápolnához. Ennek oltára 1655-re lett készen, mely Stadler Vitus munkája volt. 1650 körül dolgozik a tető elkészítésén Arnolt Mihály nagyszombati asztalos mester.
1651. augusztus 27-én a Szent Miklós plébániatemplomból áthozzák az egyetemi templomba a nyolc római keresztény vértanú (Amicetusz, Gyula, Dezső, Priszcilla, Szemidia, Szeverina, Szerontína, Szinézia és egy ismeretlen nevű) maradványait, melyeket Forró György jezsuita atya kapott még 1634-ben Lancicius Miklós (Mikołaj Łęczycki) lengyel-litván provinciálistól. 1655. április 21-én Petro Spazzo és Kopeczky Ferenc atya megbízzák Tornini Jakab szobrászmestert a Szent József kápolna stukkódíszítésével. Július 13-tól Tornini már a Xavéri Szent Ferenc és az őrzőangyalok kápolnáinak díszítését is végzi. Minden egyes kápolnáért 250 aranyat és 3 hordó bort ígértek neki. Tornini azt is megígérte, hogy egységes angyal képet fest az összes kápolna boltíve fölé. Kopeczky ugyanebben az évben megbízza Stadler Vitust a Szent József kápolna oltárának elkészítésével (az oltáron látható Alexandriai Szent Katalin, Sienai Szent Katalin, Keresztelő Szent János, Szent János evangélista, Szent Priszcilla, Szent Szerotína és a Szűzanya szobra). A formai hasonlóságok miatt feltételezhető, hogy a vértanúk kápolnájának oltárát is Stadler készítette. 1659. október 15-én a jezsuiták Lengenich Ádámtól rendelnek oltárat a Xavéri Szent Ferenc kápolna számára, aki a szobrokat az oltárra Bécsben rendeli meg.
1663-ban a templomba kerül Borgia Szent Ferenc és Szent Alajos ezüst szobra, a még 1624-ben készült Loyolai Szent Ignác és Xavéri Szent Ferenc ezüst fejszobrok mellé. A török-harcok miatt a munkálatok 1663 és 1665 között ismét szünetelnek, azonban 1671-re a katolikus közösség annyira megerősödik, hogy január 16-án elfoglalják a protestánsok templomait. A református templomot a pálosok kapták meg, akik 1653-ban telepedtek le a városban. Közben folyt az egyetem épületeinek építése, amit Pálffy Ferdinánd csanádi püspök támogatott. 1674. május 21-én a nagyszombati jezsuiták Ludvig Mihály nagyszombati asztalosmesternél a holtak kápolnája számára megrendelték Krisztus szenvedésének oltárát, amely feltehetőleg a templom északi sekrestyéjénél lett elhelyezve. Az oltár színezését 1676-ban Rost Jakab nagyszombati festő végezte, aki az oltár festményeit is elkészítette. 1681-ben Szent András szobrát aranyoztatják és ezüstöztetik be a jezsuiták. 1683. augusztus 8-án Thököly hadai elfoglalják Nagyszombatot, a jezsuitákat elűzik és a várost felégetik. Szerencsére az egyetemi templom károk nélkül megússza a támadást. A felkelés után a katolikusok visszakapják templomaikat. 1685-től a jezsuiták az új szemináriumi és kollégiumi épületekkel voltak elfoglalva.
Az egyetemi templom díszítésének utolsó szakasza 1699-ben következett be, amikor a kollégium Esterházy Pál személyében új mecénásra talált. A nádor 1699. június 19-én Kismartonban szerződést kötött a luganói származású bécsi stukkátorral, Pietro Antonio Contival, aki segédeivel együtt 3000 rajnai forint munkadíjért vállalta a hajóboltozat stukkódekorációjának elkészítését és kifestését. A nádor már korábban is kapcsolatban állt Contival, néhány évvel korábban ugyanő készítette Esterházy Pál megbízásából a boldogasszonyi templom stukkódíszítését. A mennyezetképeket két bécsi mester, Karl Ritsch és Franz Joseph Grafenstein festette, akik 1700. szeptember 18-án fejezték be munkájukat. A stukkók október 14-re készülnek el. Sennyey László rektor a templom díszítésének gyors befejezése után elkezdte építtetni a templomhoz csatlakozó északi és keleti szárnyakat, ahová könyvtárat tervezett. Az építkezés azonban csak 1718-ban fejeződött be.
1773-ban megszüntették a jezsuita rendet, 1777-ben az egyetem Nagyszombatból Budára költözött. Az egyetem elköltözése után az épületeket a katonaság kapja meg, 1783-ban a katonák be is költöznek. Ettől kezdve az egyetemi templomot invalidus templomnak hívják. 1809-ben az Invalidus házban szállnak meg Napóleon katonái is, akik a templom berendezését megrongálták. A katonaság távozása után a templomot újrameszelték és új oltárakat is készítettek. A 19. század első felében a tetőt javították meg, amely során eltávolították a szentségtartós tornyot, valamint a tetőtéri ablakokat is. 1942-ben Dr. Wagner Vladimír vezetése alatt Kern akadémiai festő és Hučko akadémiai szobrász közreműködésével általános felújítást hajtottak végre a templomon.

## Leírása
A templom egyhajós egyenes végződéssel. A fő terét hengeres boltozat díszíti, az oldalkápolnákban pedig keresztboltozat. A belső tér jellegzetessége az 1640-ben fából készített oltár, melyet Knilling és Stadler készítettek. A főoltár 21 m magas és 42 szobor díszíti. A festői stukkódíszítés Rosso, Tornini és Conti munkája. A mennyezeti freskókat Karl Ritsch és Franz Joseph Graffenstein festette 1700-ban. A templomot Napóleon katonái istállóként használták és ezért a falakat bemeszelték. Ez a tett szerencsére megőrizte a templom eredeti festését, amelyet az utolsó felújításkor sikerült helyre állítani.
A templomban promóciók és teológiai viták megrendezésére is sor kerül. A templom érdekességei közé tartozik a templom alatti katakombák rendszere.

## Képek

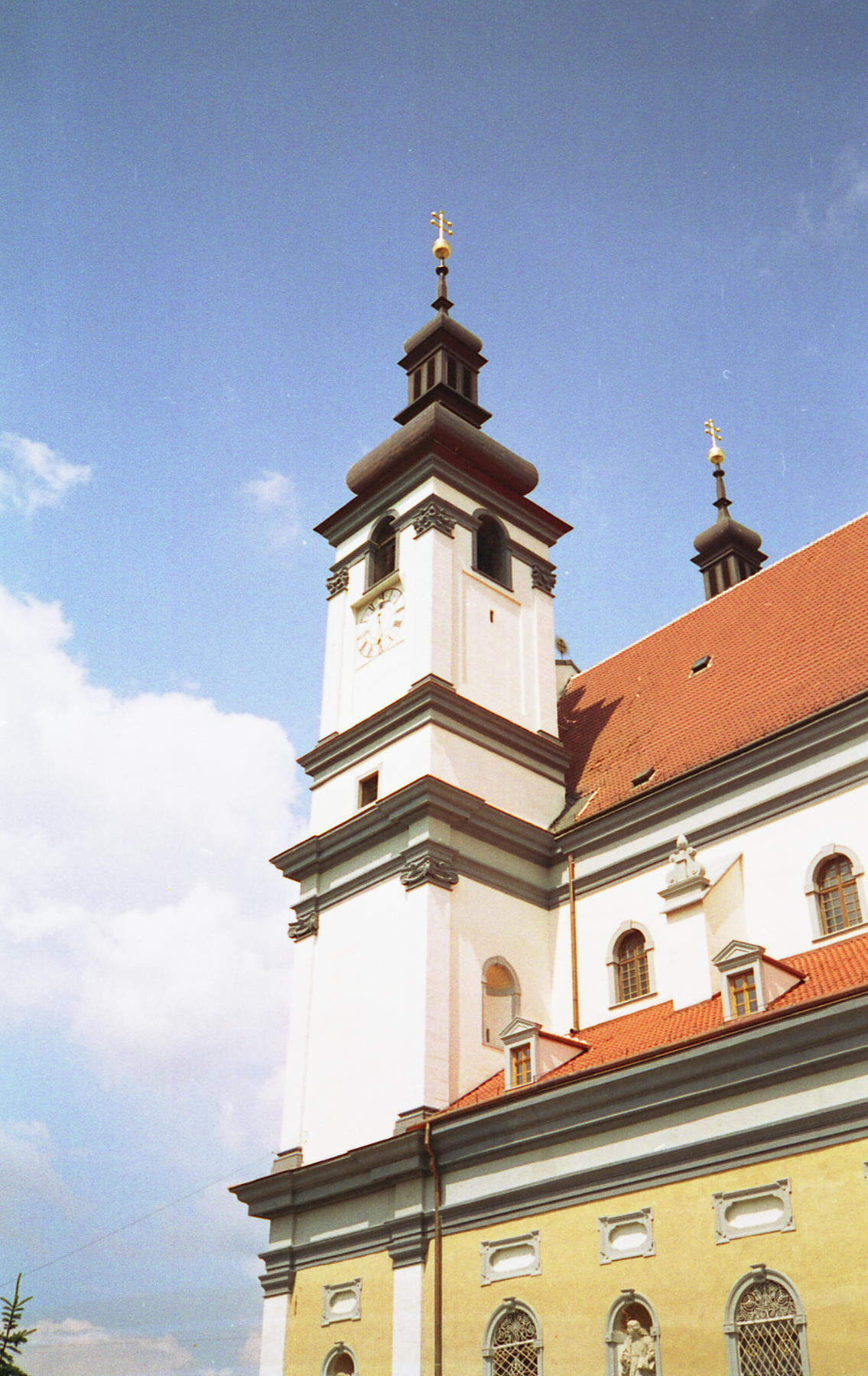
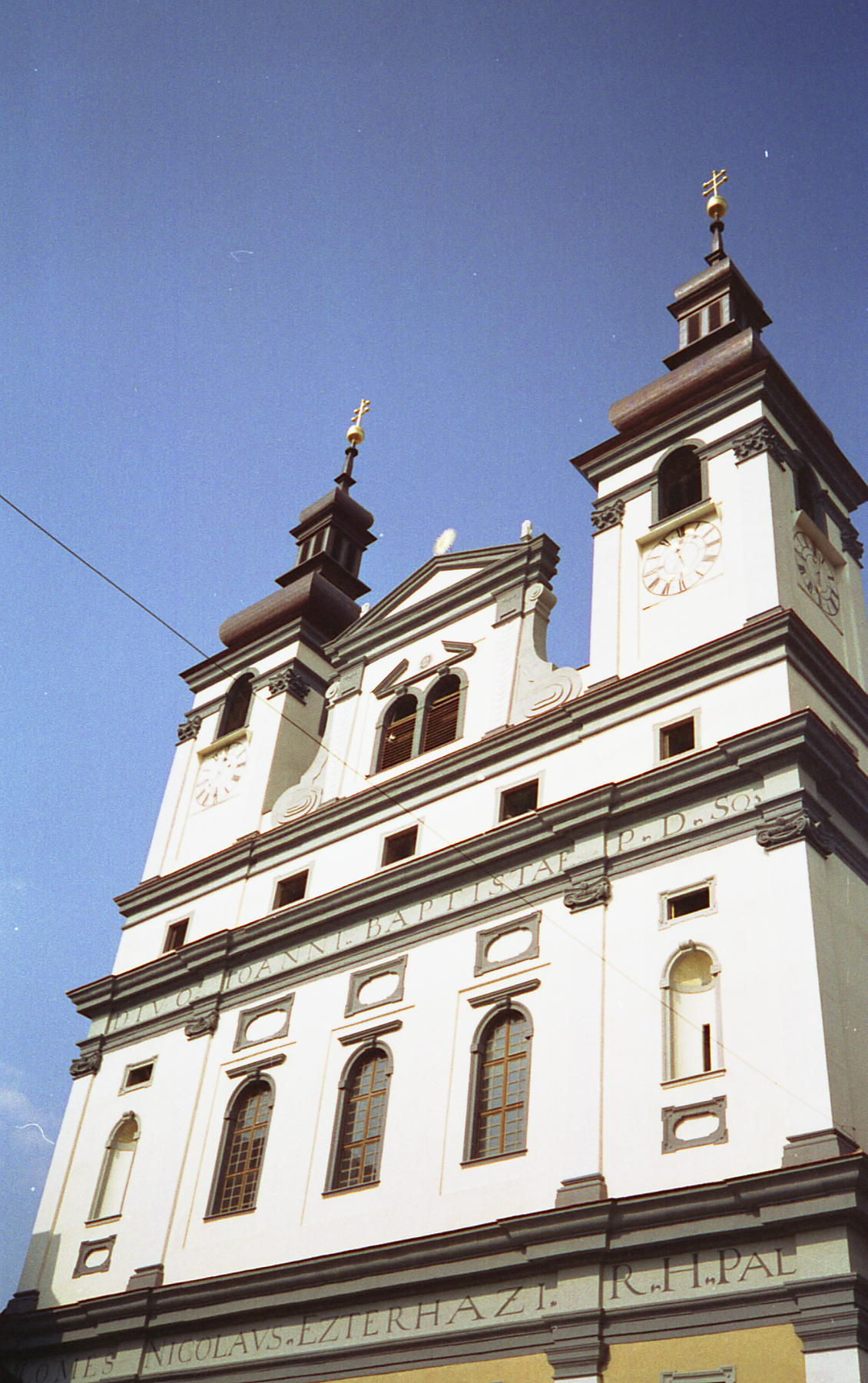
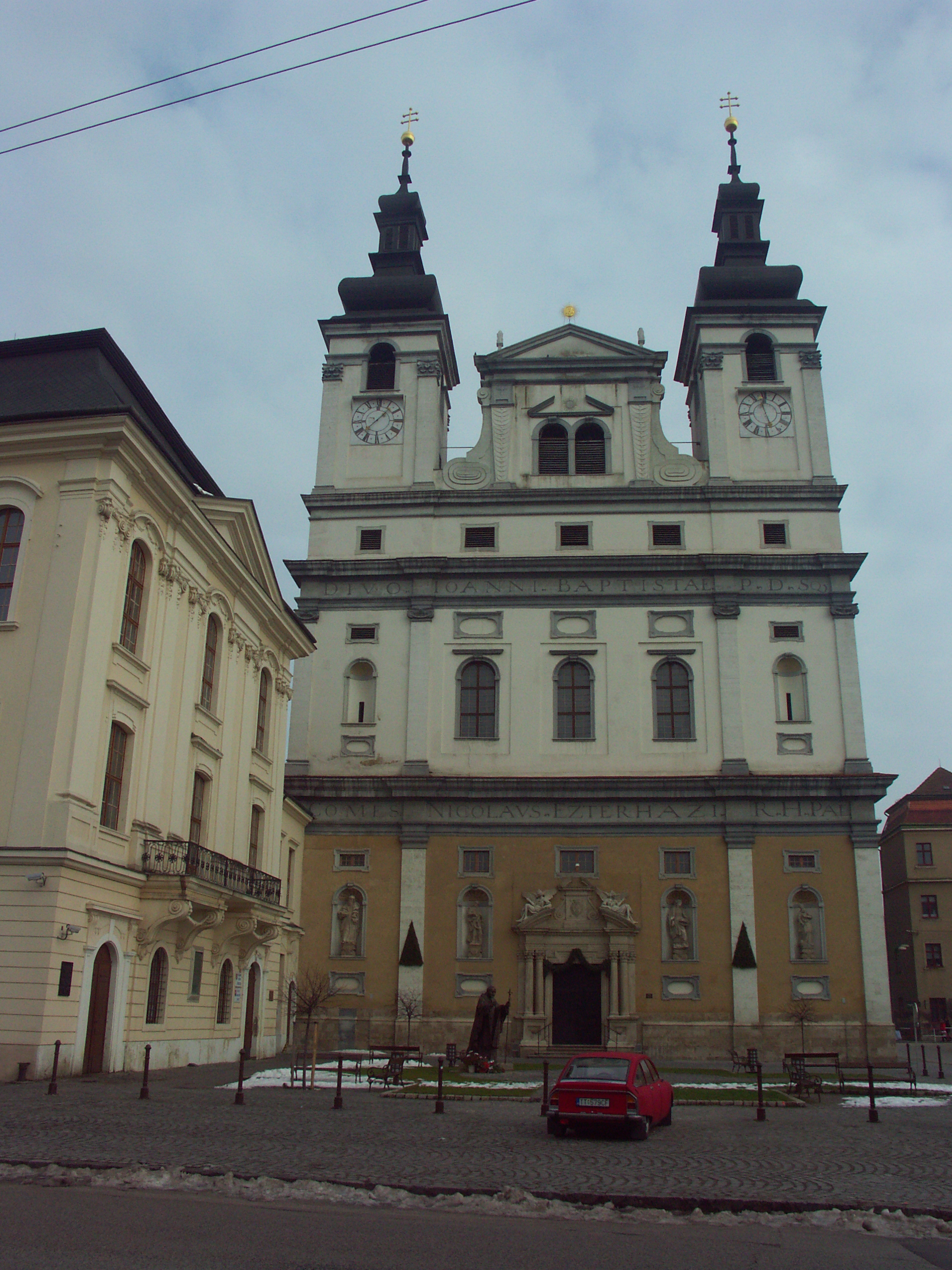
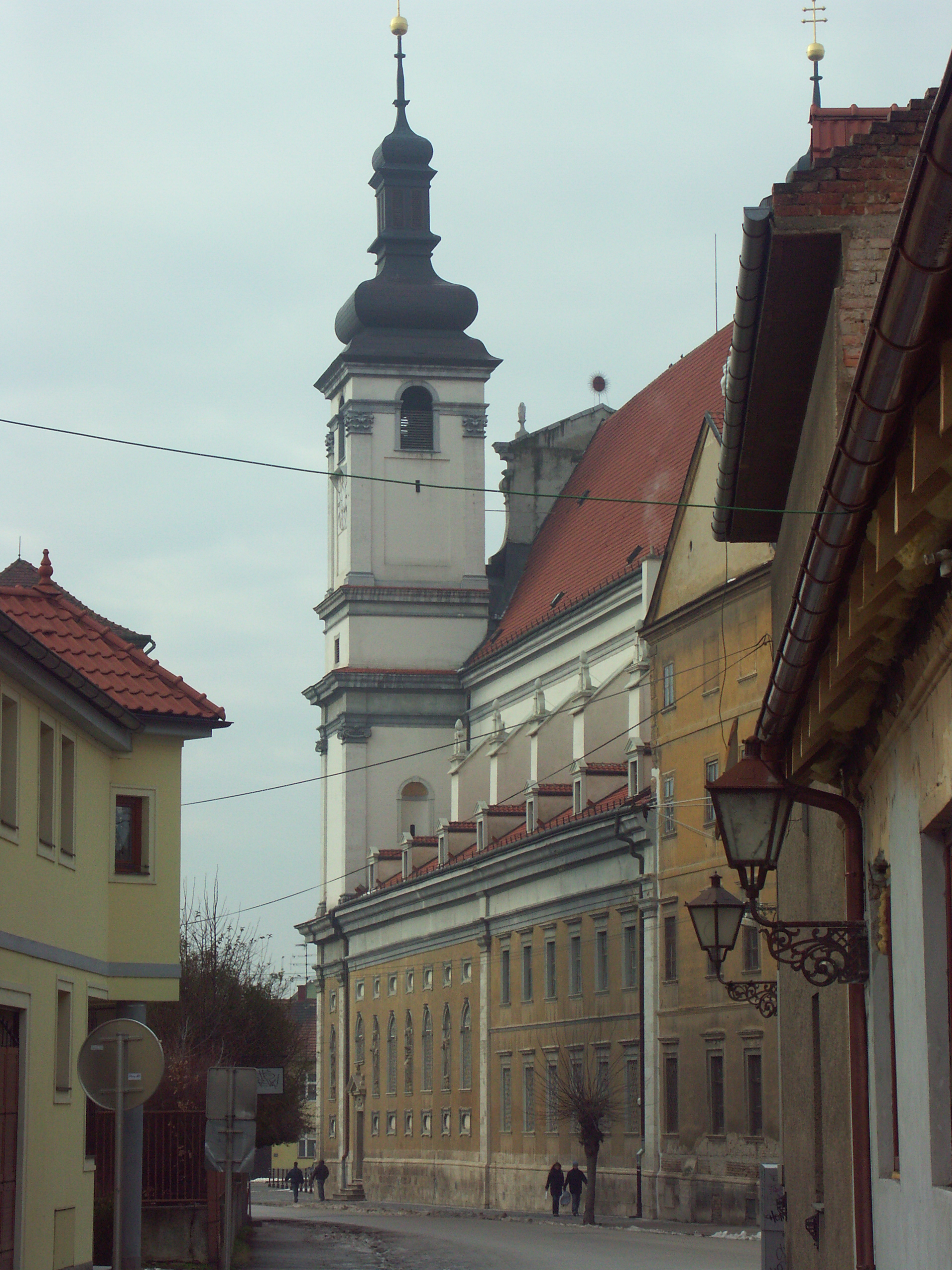